# Jacques Guiaud
Jacques Guiaud, né le 17 mai 1810 à Chambéry et mort le 24 avril 1876 à Paris, est un peintre, illustrateur et lithographe français.

## Biographie
Originaire d'une famille marseillaise, le père de Jacques Guiaud, Joseph-François Guiaud (1777-1846), devint pensionnaire de la Comédie-Française, puis sociétaire en 1831 ; sa mère, Marie-Louise-Victoire de Brecq, était comédienne elle aussi.
À Paris, Jacques Guiaud est l'élève de Louis Watelet qui lui apprend l'art du paysage, du dessin, de l'aquarelle sur le motif et de la lithographie. Puis, Léon Cogniet, professeur très influent aux Beaux-Arts de Paris — qui lui gardera fidèlement son amitié — le forme à la rigueur des compositions architecturales et des groupes. Les dessins et lithographies commandés au début de sa carrière pour la réalisation des Voyages pittoresques et romantiques de l'ancienne France par le baron Isidore Taylor ne feront que conforter le goût du peintre pour l'architecture. Il participera à la création, par le baron, de l'Association des artistes peintres, sculpteurs, graveurs et architectes qui perdure sous l'égide de la fondation Taylor.
Jacques Guiaud est aussi influencé par des peintres paysagistes comme Jules Dupré.
Guiaud a pour ami de jeunesse le dessinateur caricaturiste Jean-Jacques Grandville avec lequel il travaillera un temps, avant que celui-ci ne meure en 1847. À la mort de Grandville, la Ville de Nancy dont il est originaire, chargera Guiaud de choisir le statuaire qui réalisera son buste posthume. Guiaud fera alors appel à son ami Antoine Laurent Dantan, dit Dantan aîné, pour le réaliser.
En 1834, il obtient sa première commande importante : sept médaillons de scènes historiques reprises d'aquarelles de Giuseppe Pietro Bagetti et d'Adolphe Roehn destinés à décorer les salles Napoléon du château de Versailles, transformé en musée d'Histoire de France (1834-1837) par le roi Louis-Philippe.
Au cours de sa carrière, Jacques Guiaud participe 34 fois au Salon de 1831 à 1876 à Paris. Son tableau Le Pas Bayard à Dinant lui est acheté par Louis-Philippe dès 1836 pour figurer dans ses collections du musée du Louvre. Il est le premier artiste à y obtenir en 1866 la mention « hors-concours » pour son tableau Bastion à Palma. Deux médailles, en 1843 et en 846, lui seront également décernées.
Guiaud est un peintre voyageur, il effectue de nombreux voyages — et dès 1833, son premier grand tour italien — y compris après son installation à Nice à partir de 1847, où il donne des cours de dessin.
Via la Suisse, la Belgique, la Hollande, l'Allemagne, l'Espagne et l'Italie, Guiaud sillonne l'Europe de l'ouest et tout autant la France par monts et par vaux, visitant également le littoral français de la Manche, de l'Atlantique et de la Méditerranée.
Au-delà, son activité de lithographe s'exprime par ses nombreux travaux pour la publication Le Tour du monde.
À Nice, il réalise un grand nombre d'aquarelles pour les riches étrangers comme la grande-duchesse Sophie de Bade ou la comtesses Potocka qui viennent séjourner l'hiver sur la Côte d'Azur. Il se fait reporter  du débarquement à Villefranche-sur-Mer de l'impératrice de Russie Alexandra Feodorovna pour le journal L'Illustration. C'est l'un des peintres qui explore l'arrière-pays.
En 1860, Jacques Guiaud et sa famille s'installent à Paris, cité Pigalle. En 1865, il est choisi, avec d'autres peintres, pour restaurer la galerie des Cerfs du château de Fontainebleau, et y restitue, à fresque, 14 vues de plans à vol d'oiseau des maisons royales et de leur paysage forestier. Il continue à voyager, retournant périodiquement à Nice, découvrant aussi l'Espagne à plusieurs reprises et l'île de Majorque. Puis dans les années 1870 vient la découverte de la Bretagne, grâce à son ami le peintre Camille Bernier.
Cette même année, à Paris, il participe activement à la conception de la suite Binant, travaillant sur 27 des 36 toiles commandées ; ces Scènes de la vie civile et militaire pendant le siège de Paris en 1870 seront exposées ensuite chez Durant-Ruel. Celles qui subsistent sont conservées à Paris au musée Carnavalet.
Le peintre épousa Louise Tremery, fille d’un graveur parisien en 1836. Cinq enfants naquirent de cette union dont Georges François Guiaud (1840-1893), peintre lui aussi, quoique principalement architecte.

## Œuvre

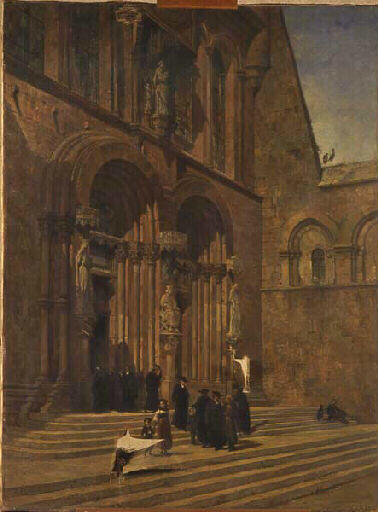
Le Portail de l'horloge de la cathédrale de Strasbourg, musée des Beaux-Arts de Chambéry.

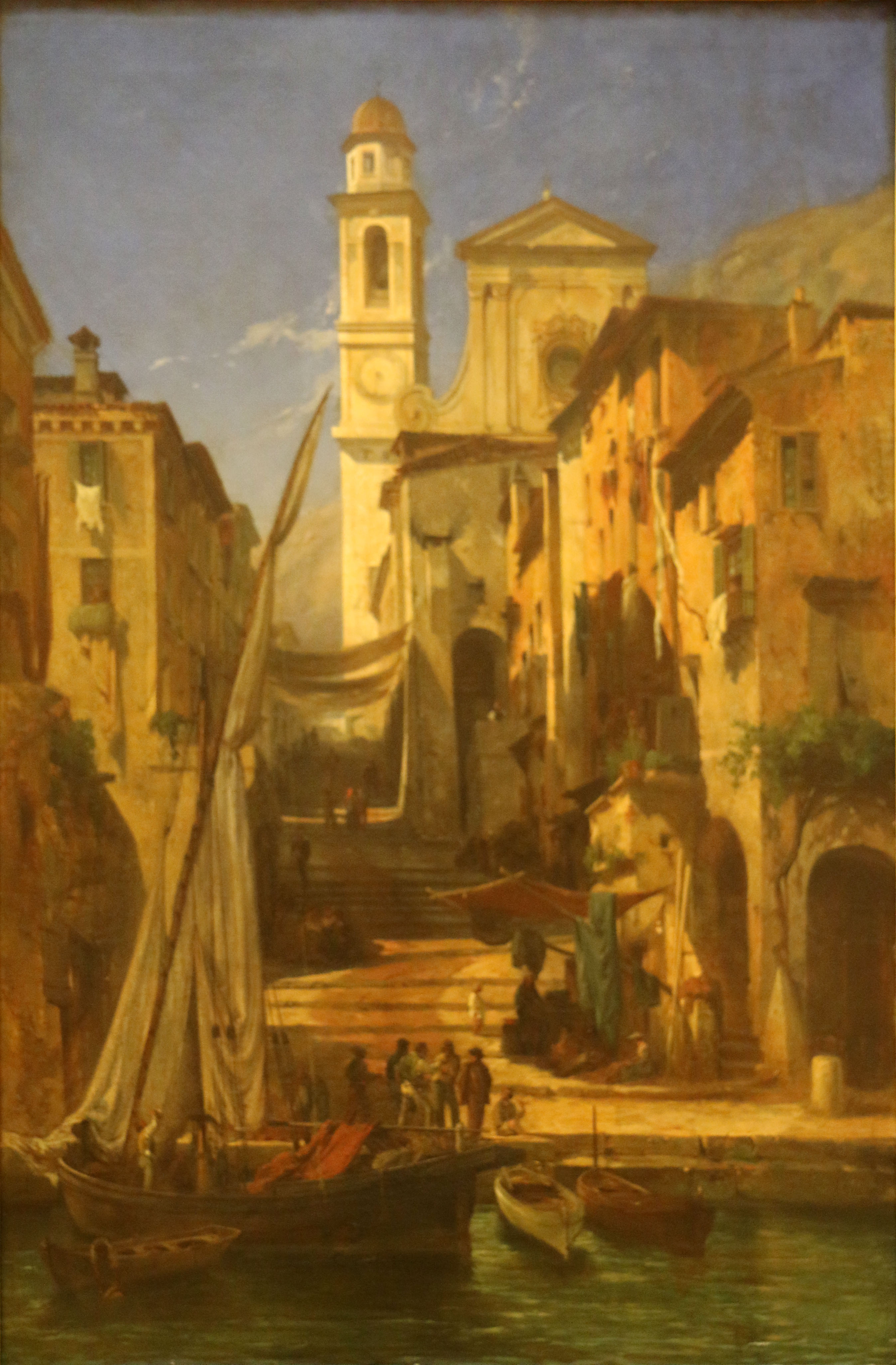
Vue de Villefranche, musée des Beaux-Arts de Carcassonne.

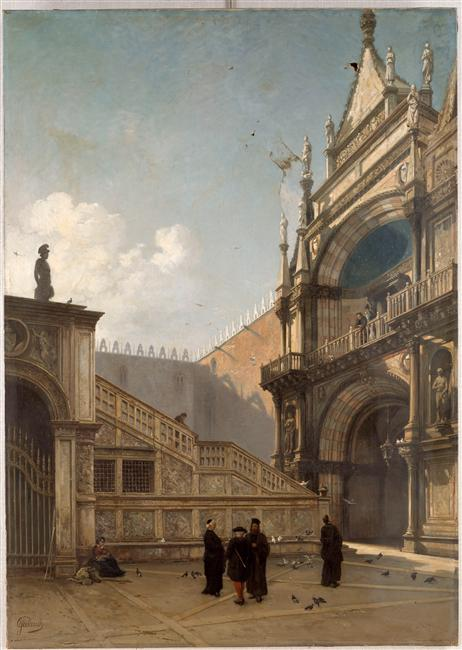
L'Escalier des Géants à Venise (vers 1874), musée des Beaux-Arts de Rennes.

Les œuvres de Jacques Guiaud sont conservées dans 22 musées français[réf. nécessaire].
- Brest, musée des Beaux-Arts :
  - Le Calvaire de Tronoën, 1875 ;
  - Vue de Ribeauvillé, papier marouflé sur toile, 24,3 × 32,6 cm[6]
- Chambéry, musée des Beaux-Arts : Le Portail de l'horloge de la cathédrale de Strasbourg[7].
- Compiègne, palais de Compiègne : Place Saint-Marc, 1872[8].
- Dieppe, château-musée de Dieppe : Inauguration de la statue Duquesne le 22 septembre 1844, 1845[9].
- Paris :
  - ministère du Commerce et de l'Industrie : Église et calvaire de Pleyben, 1870[10].
  - musée Carnavalet :
    - Suite Binant, 1871 :
      - L'Annonce de l'abolition du régime impérial devant le palais du corps législatif (à Paris), le 4 septembre 1870, avec Jules Didier ;
      - Départ de Gambetta pour Tours sur “l'Armand-Barbès”, le 7 octobre 1870, de la Place Saint-Pierre à Montmartre, avec Jules Didier[11] ;
      - La Queue à la porte d'une épicerie Félix Potin, à l'angle de la rue Réaumur et du boulevard de Sébastopol à Paris, en novembre 1870, avec Alfred Decaen ;

    - Église de Saint-Germain-des-Prés, aquarelle[12].

  - musée du Louvre :
    - Vue du Pas Bayard, près de Dinant[13] ;
    - Entrée d'une ville, près d'un quai, dans une région montagneuse, fonds Léon Bonnat[14].
- Rennes, musée des Beaux-Arts : L'Escalier des géants à Venise, vers 1874[15].
- Versailles, musée de l'Histoire de France :
  - médaillons de la salle Napoléon, 1834-1837, avec Jean Alaux :
    - Bonaparte prend à Nice le commandement de l'Armée d'Italie. 27 mars 1796[16] ;
    - Entrée de l'Armée française à Savone. 9 avril 1796[17] ;
    - Les Généraux Laharpe et Masséna donnent l'ordre de combattre à la bataille de Montenotte, 12 avril 1796[18] ;
    - Prise de l'île de Malte, 13 juin 1798[19] ;
    - Entrée de l'armée française à Vienne[20] ;
    - Entrée de l'armée française à Dantzig, 27 mai 1807[21] :

  - Funérailles de l'empereur Napoléon. Le cortège débouche sur la Place de la Concorde. 15 décembre 1840, 1841[22] ;
  - Suite des trois Vue intérieure de la tente du fils du Sultan du Maroc prise à la bataille d'Isly, 14 août 1844, 1845[23].

- Localisation inconnue :
  - Bois d'oliviers ; environs de Nice, 1869[24].
  - La Place Victor (Garibaldi) à Nice vers 1850, aquarelle[25] ;
  - Vue de Villefranche, huile sur toile[25] ;
  - Vue de Ribeauvillé, huile sur toile[25] ;
  - Le Restaurant “La Réserve” à Nice, aquarelle[25] ;
  - La cathédrale Sainte-Réparate à Nice, vue de la rue Mascoïnat, aquarelle[25] ;
  - Entrée du village d'Èze, aquarelle[25] ;
  - Tende, aquarelle[25].
  - Les Habitants de la ville de Nice se rendant au scrutin, 1860, gravure extraite de L'Illustration[25].

Œuvres de Jacques Guiaud
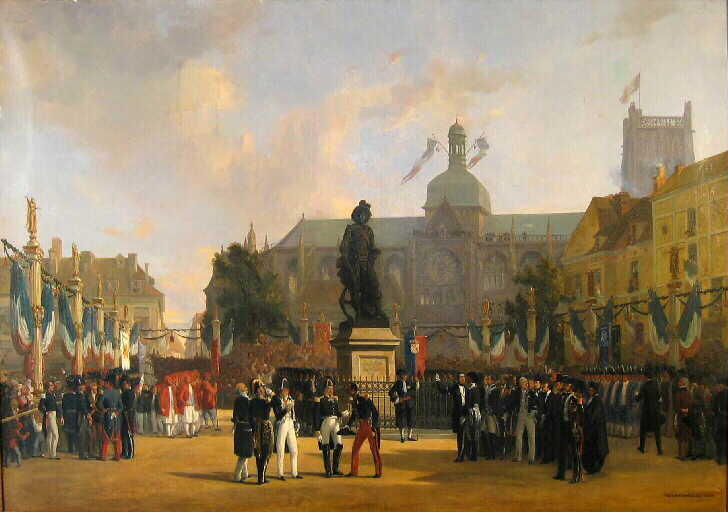
Inauguration de la statue Duquesne le 22 septembre 1844 (1845), château-musée de Dieppe.
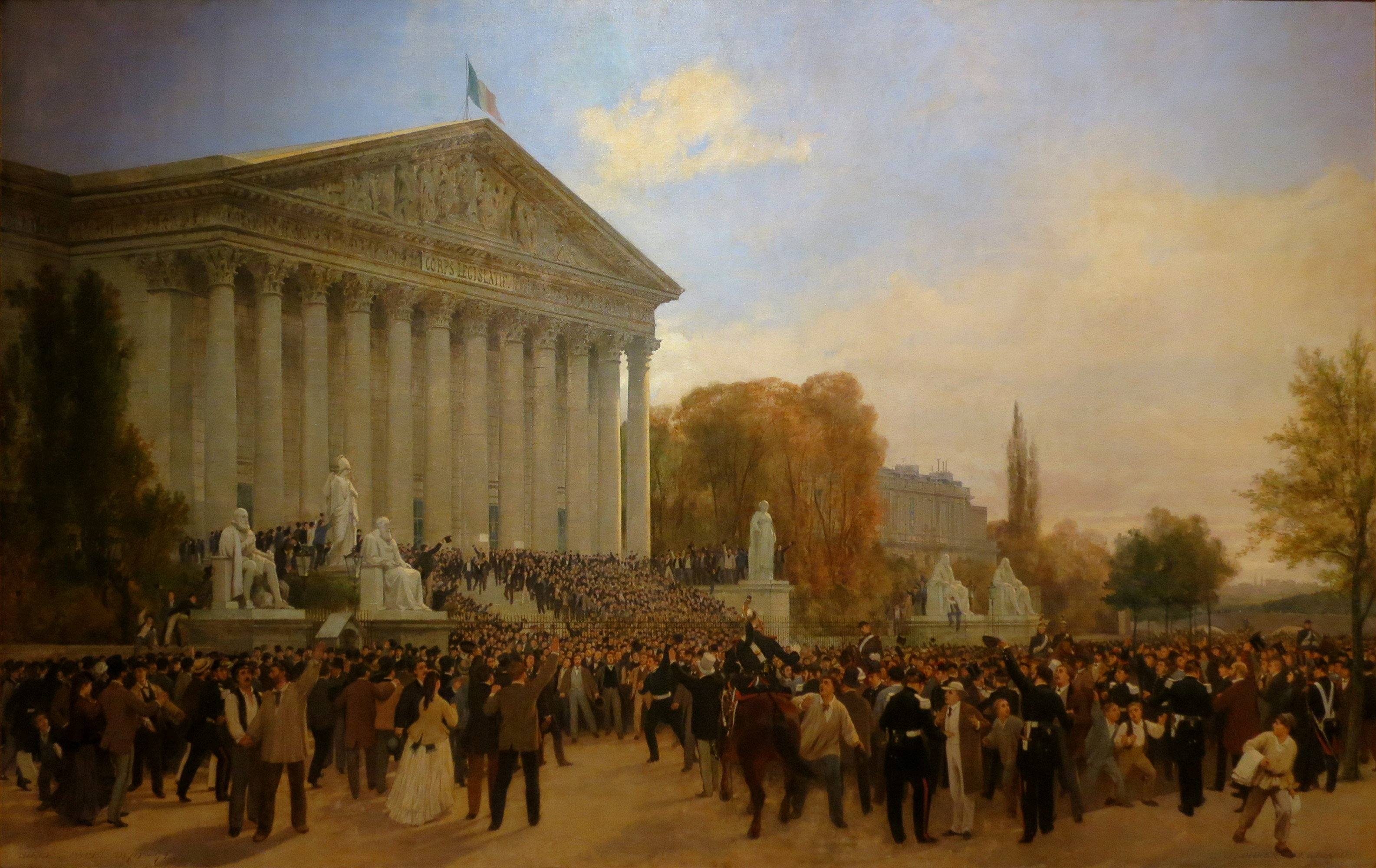
Avec Jules Didier, L'Annonce de l'abolition du régime impérial devant le palais du corps législatif (à Paris), le 4 septembre 1870, Paris, musée Carnavalet.
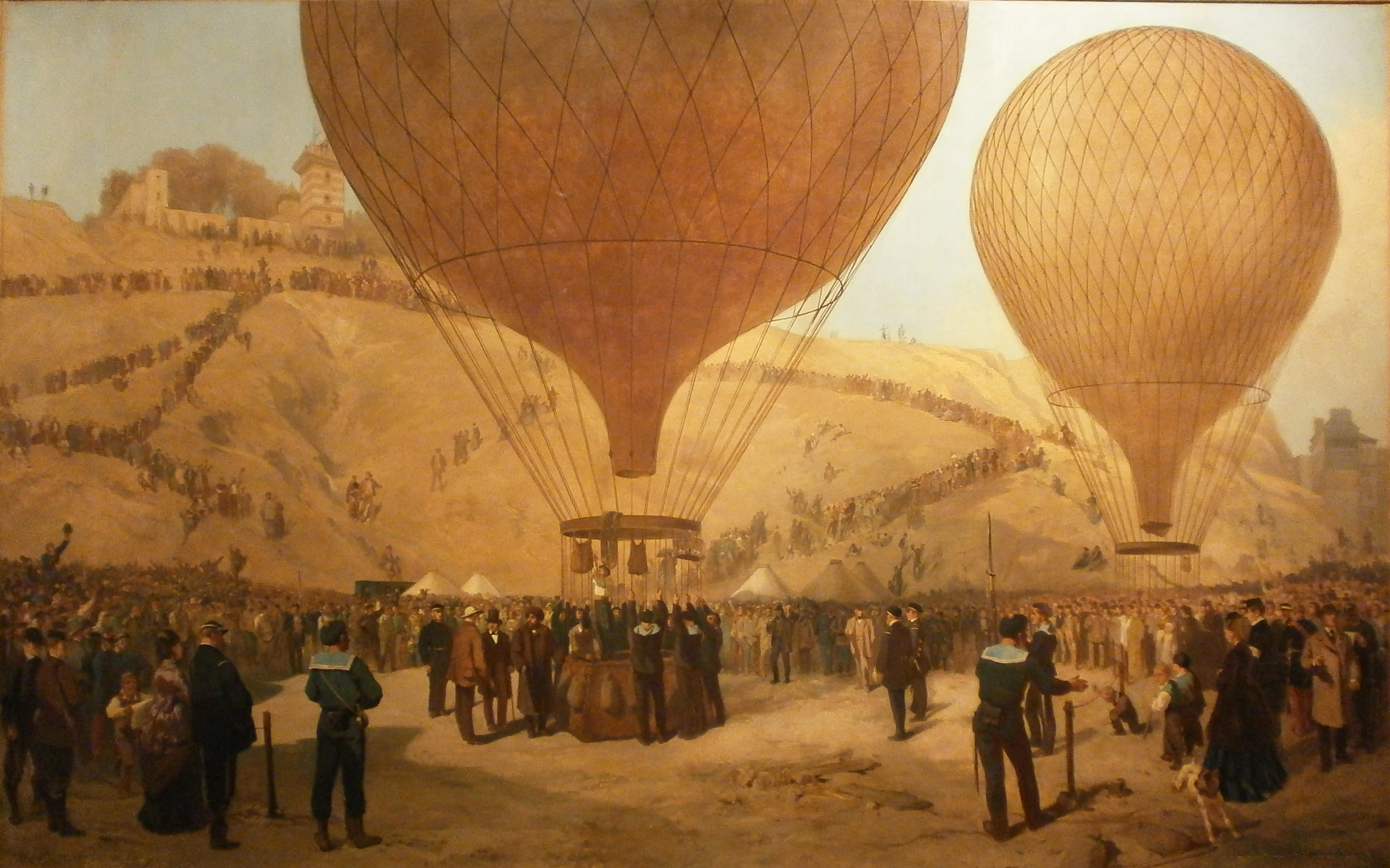
Avec Jules Didier, Départ de Gambetta en ballon Place Saint-Pierre le 7 octobre 1870, Paris, musée Carnavalet.
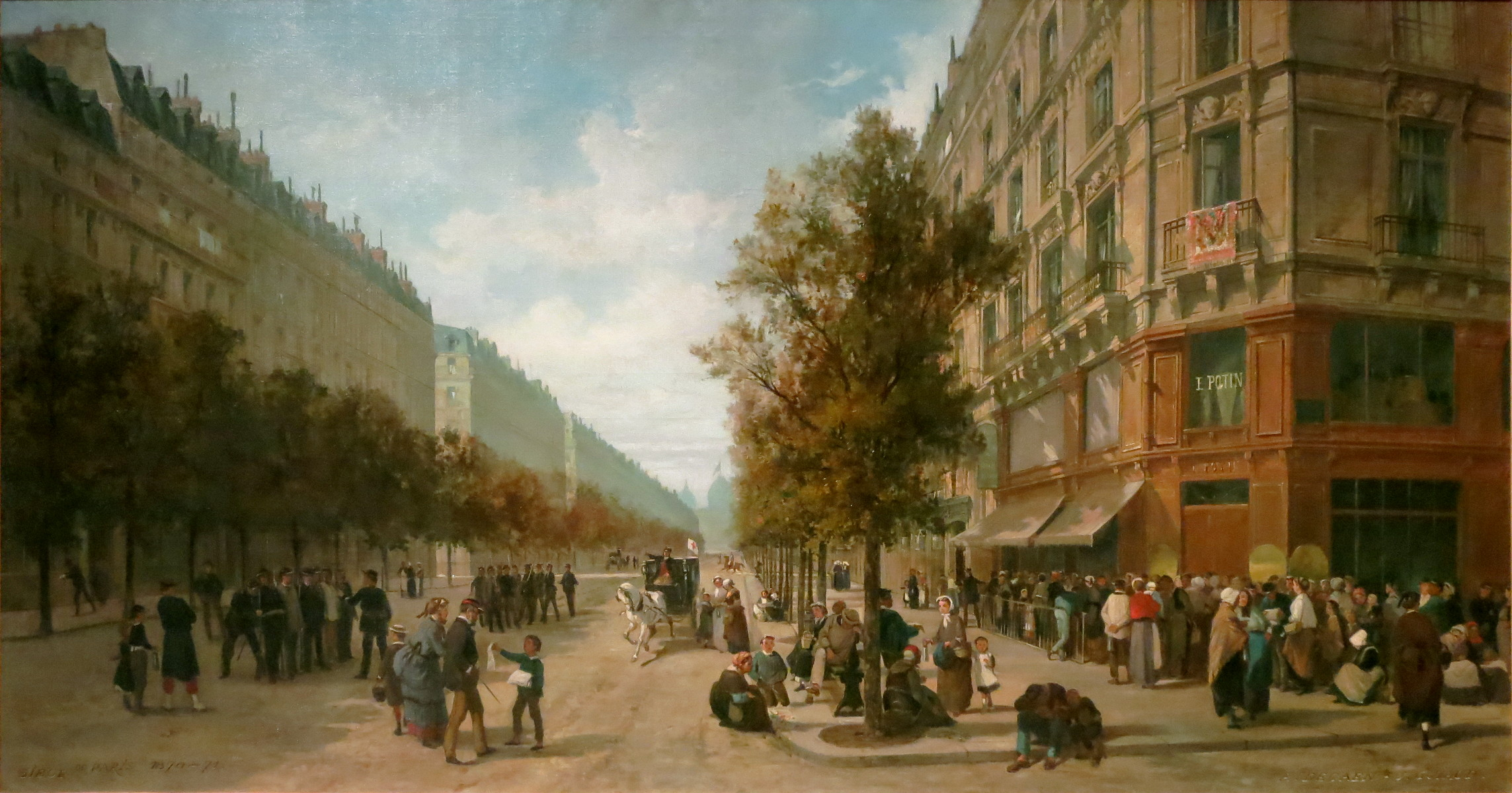
Avec Alfred Decaen, La queue à la porte d'une épicerie Félix Potin, à l'angle de la rue Réaumur et du boulevard de Sébastopol à Paris, en novembre 1870, Paris, musée Carnavalet.
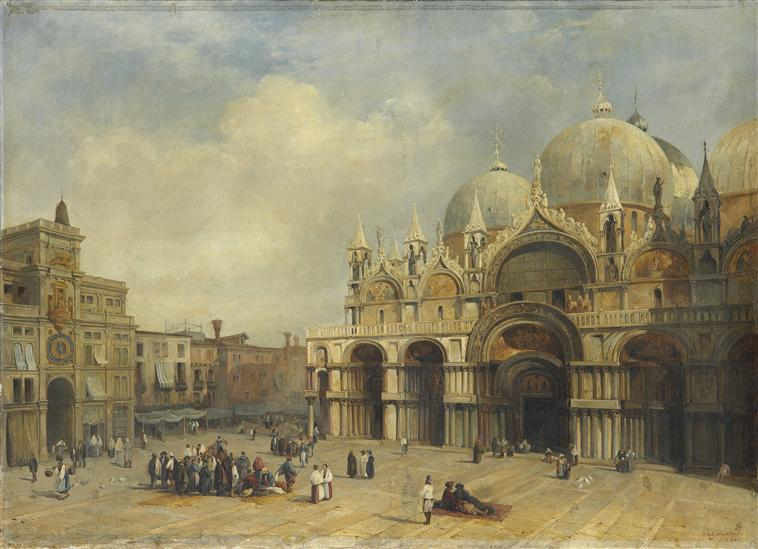
Place Saint-Marc, palais de Compiègne.
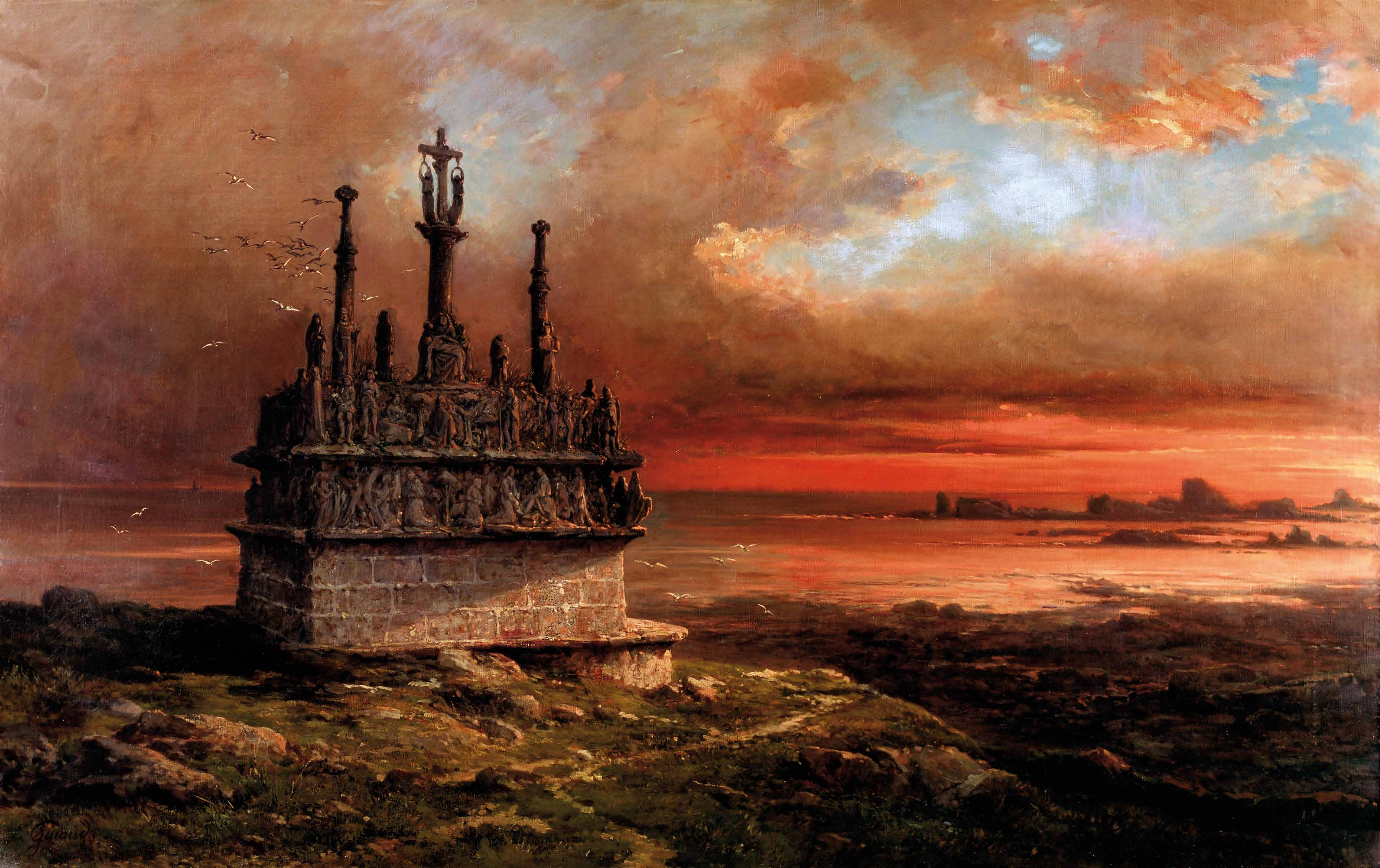
Le Calvaire de Tronoën (1875), musée des Beaux-Arts de Brest.

## Élèves
- Ernest-Auguste Le Villain[26]

## Postérité
En 2018 l’Acadèmia Nissarda lui dédie une monographie : Jacques Guiaud, paysagiste, peintre d'histoire, aquarelliste du pays niçois 1810-1876.
L'Association des amis de Jacques Guiaud perpétue sa mémoire depuis sa fondation en 2019.